# Башня Вортекс
Башня Вортекс — рабочее имя высокоинновационного проекта, который разработал английский архитектор Кен Шаттлворт в 2004 году. Представляет собой «вихреобразный» (vortex — вихрь) небоскрёб высотой 300 метров (70 этажей).
Форма башни Вортекс — гиперболоид. Структура башни — гиперболоидная сетчатая оболочка c широкой базой. Такая концепция конструкции башни позволяет использовать прямые наклонные направляющие криволинейного гиперболоида в качестве несущих силовых элементов небоскрёба.
Постройка башни Вортекс планировалась на восточной окраине Лондона.